# Аполлон Пирейский
Аполлон Пирейский — бронзовая греческая архаическая статуя Аполлона, найденная в Пирее в 1959 году.
В настоящее время статуя выставлена в Афинах в Археологическом музее Пирея, расположена на специальном постаменте.

## История и описание
Скульптура Аполлона была обнаружена в греческом порту Пирей в июле 1959 года во время проведения строительных работ. В тайнике вместе с ней были обнаружены другие ценные древние артефакты, включая две бронзовые статуи Артемиды. Считается, что изображения молодых голых мужчин, известных как курос, являются его типичным представлением. «Аполлон Пирейский» признан архаизированной фигурой куроса, датируемой 520 годом до н. э. (самая старинная из всех находок). Это одно из немногих бронзовых произведений, сохранившихся с того времени.

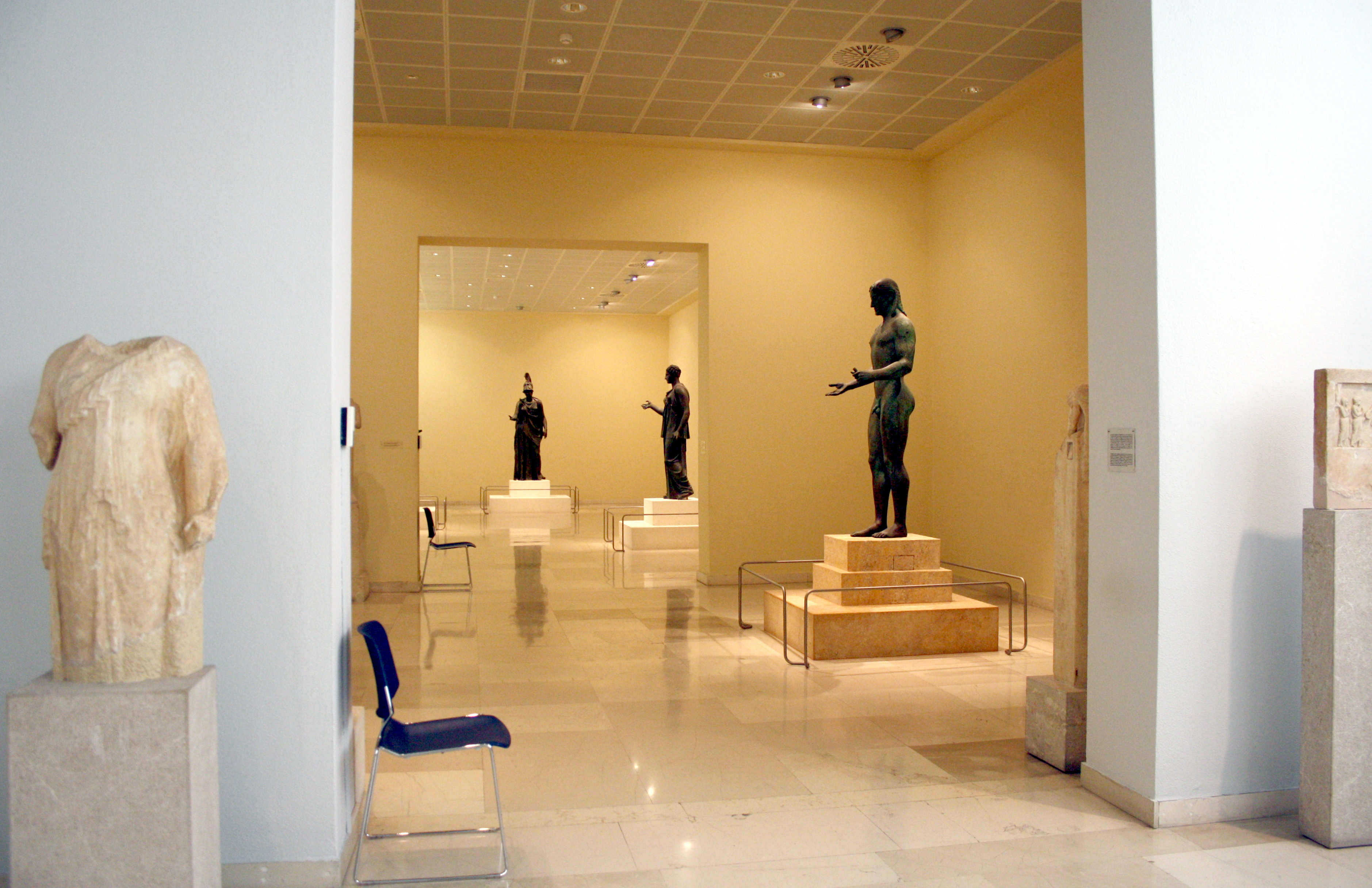
Скульптура в зале музея

Данная работа высотой 191 см (по другим данным 192 см) выполнена из бронзы методом полого литья, и она стала одним из первых примеров, сделанных с использованием этой техники. По причине долгого нахождения в тайнике под землёй поверхность скульптуры имеет дефекты из-за окисления, на левом бедре божества имеется трещина. Предполагается, что в левой руке Аполлон держал лук, в правой — чашу, которая, возможно, была сделана из золота. Он шагает вперёд, выставив правую ногу, его голова слегка наклонена вперёд и вправо. Его волосы выглядят достаточно натуралистично — они сплетены в спиральные локоны и со лба опускаются на плечи и шею со спины.